# Monte Argentario
Monte Argentario é uma comuna italiana da região da Toscana, província de Grosseto, com cerca de 13.062 (Cens. 2001) habitantes. Estende-se por uma área de 60,29 km², tendo uma densidade populacional de 216,65 hab/km². Faz fronteira com Orbetello.
CIMA, Concerti in Monte Argentario é atualmente um dos festivais de música internacionais de maior prestígio. A originalidade deste Festival é a de dar a conhecer os melhores jovens músicos de todo o mundo. É diretor de CIMA o famoso barítono português Jorge Chaminé.
- http://www.concertiinmonteargentario.it. Em falta ou vazio |título= (ajuda)

## Demografia
| Variação demográfica do município entre 1861 e 2011                               |
|                                                                                   |
| Fonte: Istituto Nazionale di Statistica (ISTAT) - Elaboração gráfica da Wikipedia |